# Liste der Naturschutzgebiete im Landkreis Hildburghausen
Im Thüringer Landkreis Hildburghausen gibt es 24 Naturschutzgebiete.
| Name des Gebietes               | Bild           | Kennung | WDPA      | Landkreis / Stadt                                          | Beschreibung / Bemerkungen | Standort | Fläche in Hektar | Datum der Verordnung |
| ------------------------------- | -------------- | ------- | --------- | ---------------------------------------------------------- | -------------------------- | -------- | ---------------- | -------------------- |
| Alstergrund mit Grenzstreifen   |                | 268     | 318090    | Landkreis Hildburghausen                                   |                            | Position | 67,9             | 1999                 |
| Althellinger Grund und Kreckaue | weitere Bilder | 269     | 318099    | Landkreis Hildburghausen                                   |                            | Position | 66,8             | 2000                 |
| Am Pfingsthut                   | weitere Bilder | 135     | 162177    | Landkreis Hildburghausen                                   |                            | Position | 33,4             | 1967                 |
| Bischofsau                      | weitere Bilder | 271     | 162435    | Landkreis Hildburghausen                                   |                            | Position | 78,2             | 1995                 |
| Dipperts                        |                | 133     | 162763    | Landkreis Hildburghausen                                   |                            | Position | 12,7             | 1961                 |
| Elsterbachtal                   |                | 308     | 162934    | Landkreis Hildburghausen                                   |                            | Position | 53,5             | 1996                 |
| Gleichberge                     | weitere Bilder | 349     | 389597    | Landkreis Hildburghausen                                   |                            | Position | 1861,5           | 1967                 |
| Görsdorfer Heide                |                | 244     | 318452    | Landkreis Hildburghausen, Landkreis Sonneberg              |                            | Position | 150,4            | 1998                 |
| Grenzstreifen am Galgenberg     |                | 260     | 163320    | Landkreis Hildburghausen                                   |                            | Position | 74,1             | 1997                 |
| Harzgrund                       |                | 108     | 163537    | Landkreis Hildburghausen                                   |                            | Position | 14,5             | 1967                 |
| Höhnhügel                       |                | 358     | 318563    | Landkreis Hildburghausen                                   |                            | Position | 35,4             | 1998                 |
| In den Seeben                   |                | 259     | 318596    | Landkreis Hildburghausen, Landkreis Schmalkalden-Meiningen |                            | Position | 133,9            | 2000                 |
| Lachenwäldchen                  | weitere Bilder | 136     | 164316    | Landkreis Hildburghausen                                   |                            | Position | 45,8             | 1961                 |
| Langer Berg                     | weitere Bilder | 266     | 318709    | Landkreis Hildburghausen                                   |                            | Position | 40,1             | 1999                 |
| Leite bei Harras                |                | 350     | 318725    | Landkreis Hildburghausen                                   |                            | Position | 566,4            | 2000                 |
| Milzgrund                       | weitere Bilder | 261     | 164625    | Landkreis Hildburghausen                                   |                            | Position | 126,5            | 1996                 |
| Oberlauf der Gabeltäler         |                | 132     | 14496     | Landkreis Hildburghausen                                   |                            | Position | 200,8            | 1961                 |
| Rodachtal                       |                | 309     | 165193    | Landkreis Hildburghausen                                   |                            | Position | 116,8            | 1997                 |
| Schlechtsarter Schweiz          | weitere Bilder | 265     | 555514068 | Landkreis Hildburghausen                                   |                            | Position | 538,5            | 2010                 |
| Schüßlersgrund                  |                | 463     | 378360    | Landkreis Hildburghausen                                   |                            | Position | 48,3             | 2006                 |
| Stäte                           | weitere Bilder | 141     | 165645    | Landkreis Hildburghausen                                   |                            | Position | 10               | 1982                 |
| Vessertal                       |                | 109     | 14492     | Landkreis Hildburghausen, Ilm-Kreis, Suhl                  |                            | Position | 1643,6           | 1939                 |
| Vogelherdskopf                  | weitere Bilder | 134     | 166082    | Landkreis Hildburghausen                                   |                            | Position | 66,8             | 1967                 |
| Warthügel                       |                | 262     | 319292    | Landkreis Hildburghausen                                   |                            | Position | 28,3             | 1998                 |